# Kherdi
Kherdi é uma vila no distrito de Ratnagiri, no estado indiano de Maharashtra.

## Demografia
Segundo o censo de 2001, Kherdi tinha uma população de 10 703 habitantes. Os indivíduos do sexo masculino constituem 53% da população e os do sexo feminino 47%. Kherdi tem uma taxa de literacia de 75%, superior à média nacional de 59,5%: a literacia no sexo masculino é de 79% e no sexo feminino é de 70%. Em Kherdi, 15% da população está abaixo dos seis anos de idade.